# Stefan Lukačević
Stefan Lukačević (Kirin Serbia: Стефан Лукачевић; sinh 9 tháng 11 năm 1995) là một tiền vệ bóng đá Montenegro thi đấu cho Metalac Gornji Milanovac.